# Attentat d'Hamakouladji
L'attentat d'Hamakouladji se déroule lors de la guerre du Mali lorsqu'une patrouille de l'armée malienne est attaquée par des rebelles islamistes du MUJAO.

## Déroulement
L'affrontement se déroule dans le village de Hamakouladji, situé dans la commune Soni Ali ber à 45 km de Gao.
Vers 13 h 30, une patrouille de militaires maliens est attaquée par des islamistes. Alors qu'un un motocycliste est arrêté pour un contrôle d'identité, un véhicule 4X4 chargé d'explosifs fonce sur le groupe. Les passagers du véhicule commencent par ouvrir le feu sur les soldats tandis que le jihadiste sur scooter se fait exploser le premier,.

## Bilan humain
Selon le lieutenant-colonel Souleymane Maïga, porte-parole de l'armée malienne, les pertes sont deux morts et quatre blessés du côté de l'armée malienne et trois jihadistes tués. Il précise que : « deux kamikazes étaient dans un véhicule bourré d'explosifs et le troisième sur une moto ».
Selon une source militaire jointe par l'AFP, le bilan est de 5 morts pour les jihadistes,.
D'après le colonel Kassim Goita, commandant militaire de Gao, huit soldats maliens ont été blessés.

## Revendication
L'attaque n'est pas revendiquée mais est attribuée au MUJAO, le principal groupe islamiste actif dans la région de Gao.